# Diaphorus exungulatus
Diaphorus exungulatus är en tvåvingeart som beskrevs av Octave Parent 1935. Diaphorus exungulatus ingår i släktet Diaphorus och familjen styltflugor. Inga underarter finns listade i Catalogue of Life.